# Японский звездочёт
Японский звездочёт (лат. Uranoscopus japonicus), от греч. ouranos — небо и skopein — смотреть) — вид лучепёрых рыб из семейства звездочётовых (Uranoscopidae).
Длина тела составляет до 18 см. Твёрдых лучей спинного плавника 4—6 (оснащены ядовитыми железами), мягких 13—14. В анальном плавнике 13—15 лучей. Позвонков 26. Нижний край предкрышки с 3 шипами, очень редко шипов бывает больше.
Вид распространён в западной части Тихого океана: от южной Японии до Южно-Китайского моря, за исключением островов Рюкю.
Морская донная рыба. Обитает на глубине от 250 до 300 м на песчаных и илистых грунтах.
Не является объектом промысла и может быть опасен из-за ядовитости.